# 23625 Gelfond
23625 Gelfond (1996 WX) là một tiểu hành tinh vành đai chính được phát hiện ngày 19 tháng 11 năm 1996 bởi P. G. Comba ở Prescott.